# PBGA441
PBGA441 (plastic (case) ball grid array 441) — спецификация распайки процессоров Intel Atom серии z5xx "Silverthorne" с габаритами 13 мм на 14 мм. Применяется характерное расположение контактных площадок для распайки в шахматном порядке. Данное семейство процессоров имеет низкое энергопотребление и предназначено для использования в ультрамобильных ПК, смартфонах и мобильных интернет-устройствах (сегмент Mobile Internet Devices).
Список процессоров Intel Atom "Silverthorne", изготовленных в данном корпусе: z500, z510, z515, z520, z530, z540, z550, z560. Все они изготовлены по 45 нм техпроцессу Hi-k с низким энергопотреблением, имеют 1 вычислительное ядро с микроархитектурой Intel Bonnell и поддержкой исполнения 1 или 2 потоков. Процессоры сочетаются с чипсетом "Poulsbo" (например UL11L, US15L, US15W).
Корпус Micro FCBGA8 c 441 контактами применялся корпорацией Intel в процессорах, представленных в 2008-2010 годах. Данные процессоры имеют 64-разрядную шину FSB с тактовой частотой 100 или 133 МГц. В дополнение к классическому для Intel FSB режиму сигнализации AGTL+, в данных процессорах реализован режим работы FSB-шины с CMOS-сигнализацией для данных и адреса и GTL режимом для стробов, что снижает расход энергии. Выбор режима работы шины FSB (переключение сопротивления встроенных в процессор резисторов-терминаторов) осуществляется при изготовлении процессора путем пережига встроенных перемычек.
Сокет позволяет питать процессор токами до 4 или 3.5 Ампер при напряжении 1.1 вольта, система отвода тепла должна быть рассчитана на TDP в 2-2.5 Вт (до 2.75 Вт при использовании многопоточности HT) при температуре до 90 градусов Цельсия. Корпус не использует теплораспределительной крышки, на плате корпуса по методу Flip Chip смонтирован кристалл размером 3.1 на 7.8 мм (площадь 24.18 мм²) c 47 млн. транзисторов.